# 中嶋里美
中嶋 里美（なかじま さとみ、1990年11月29日 - ）は、長野県安曇野市出身の女子競輪選手。日本競輪選手会愛知支部所属、ホームバンクは名古屋競輪場。日本競輪学校（当時。以下、競輪学校）第110期生。師匠は山田二三補（64期）。

## 経歴
小学校から高校までバレーボールに打ち込み、短大卒業後に建設会社に就職し、OLとして働いた。その後ガールズケイリンの存在を知り、自転車競技に興味を持ちガールズサマーキャンプに参加。トラックを走行する楽しさを知り競輪選手を志した。
2014年12月24日、競輪学校第110回技能試験に合格。在校競走成績は3位（27勝）。卒業記念レースは6着。
2016年7月1日、豊橋競輪場でデビューし2着。
初勝利は同年8月21日の弥彦競輪場、初優勝は2017年7月16日の奈良競輪場で挙げた。
結婚、妊娠・出産で2022年10月より長期欠場。結婚を機にホームバンクをそれまでの豊橋から名古屋に移した。2023年5月に第1子を出産。その後、復帰試験に合格したことで、2024年7月9日からの岐阜FIIでレース復帰。